# Sant'Urbano (Narni)
Sant'Urbano è una frazione del comune di Narni, in provincia di Terni.
Il borgo si trova in cima ad un colle a 444 m s.l.m. ed è abitato da 50 persone, secondo i dati del censimento Istat 2001. Geograficamente è posto ad est della piana di Narni, proprio sotto il paese di Itieli.

## Storia
Le prime tracce del paese risalgono all'epoca romana: sono stati rinvenuti nella zona alcuni frammenti in travertino di una base della statua della dea Fortuna (IV-V secolo).
Nel medioevo i signori locali erano i Castelli, di Terni. Pur essendo in parte stato venduto, nel 1038, all'abbazia di Farfa, esso rimase quasi sempre sotto la giurisdizione di Narni.
Nel 1225 il paese si allea con le truppe di Onorio III, per ribellarsi ai narnesi, ma già nel 1227 ne torna sotto la protezione.
Nel 1291 fu colpito da interdetto, assieme ad altri paesi vicini, perché non volle pagare le tasse allo Stato Pontificio.
Gli Statuti narnesi del 1371 dispongono alcune norme relative al mantenimento del patrimonio boschivo di Sant'Urbano, impedendo di fatto il taglio della legna a ridosso dello Speco di San Francesco. Tuttora i boschi risultano essere di proprietà collettiva.
Nel 1532 a Sant'Urbano si accampò brevemente Ippolito de' Medici, che andava in guerra contro i turchi: tutta la sua carovana fu approvvigionata a spese del paese.

## Monumenti e luoghi d'interesse
- Dell'antico impianto castellano non rimangono ne mura ne torri.
- Lo Speco Francescano (XIII secolo), costruito in prossimità delle grotte ove il santo di Assisi soleva ritirarsi in preghiera. Lo speco è una spaccatura lunga 60 m che scende quasi verticalmente nella vallata sottostante. Il luogo fu probabilmente abitato già dall'anno mille, ad opera dei benedettini, che gestivano la Cappella di San Silvestro. Ora vi vivono i Frati minori, nel convento fatto costruire da san Bernardino da Siena. Da notare il chiostro, la cappella, il letto dove riposava il santo ed il circostante bosco secolare [3].
- Cisterna della Formina, il luogo di partenza dell'acquedotto omonimo che porta l'acqua a Narni lungo un percorso di 13 km [4].

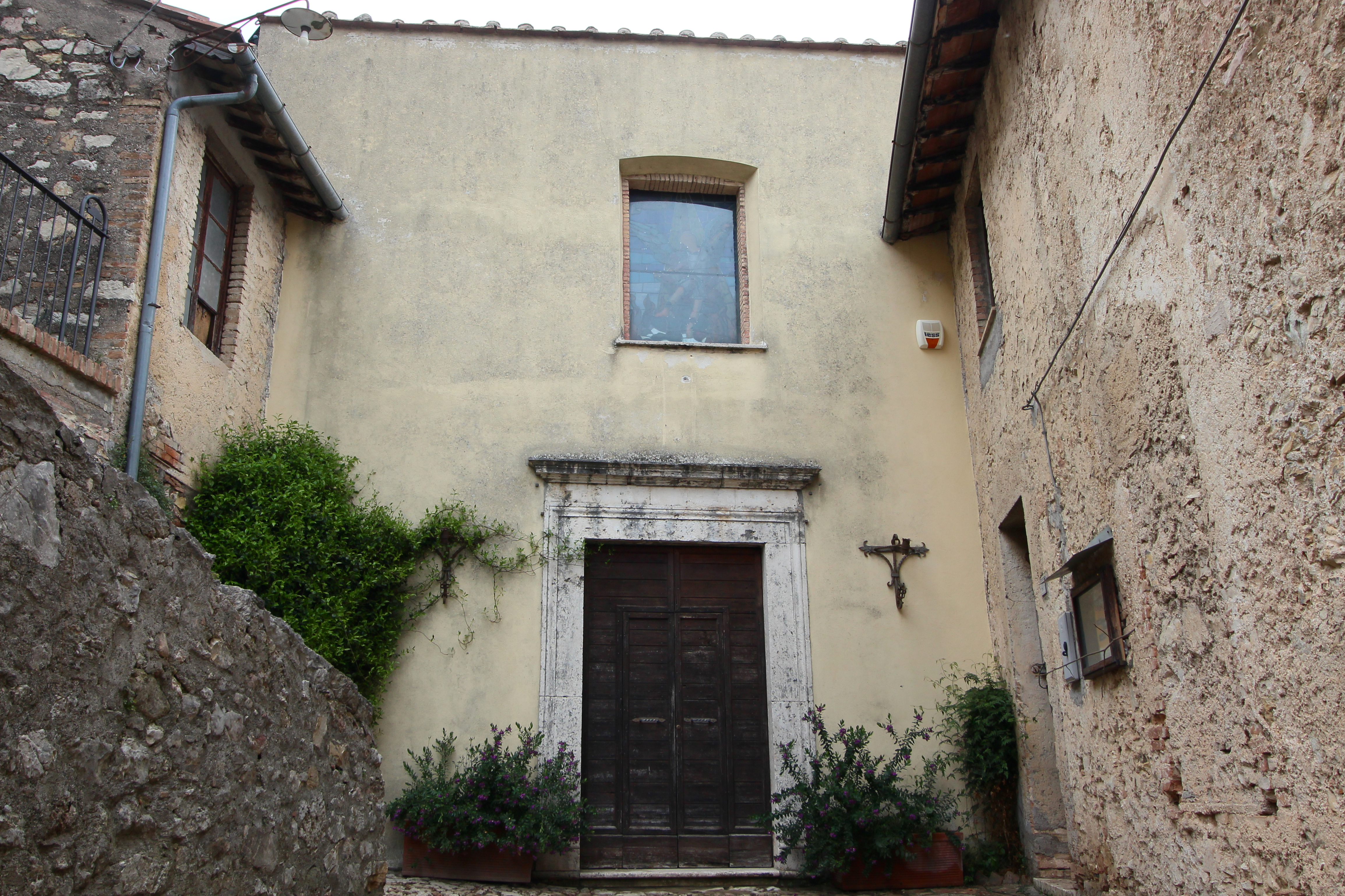
La chiesa di San Michele Arcangelo
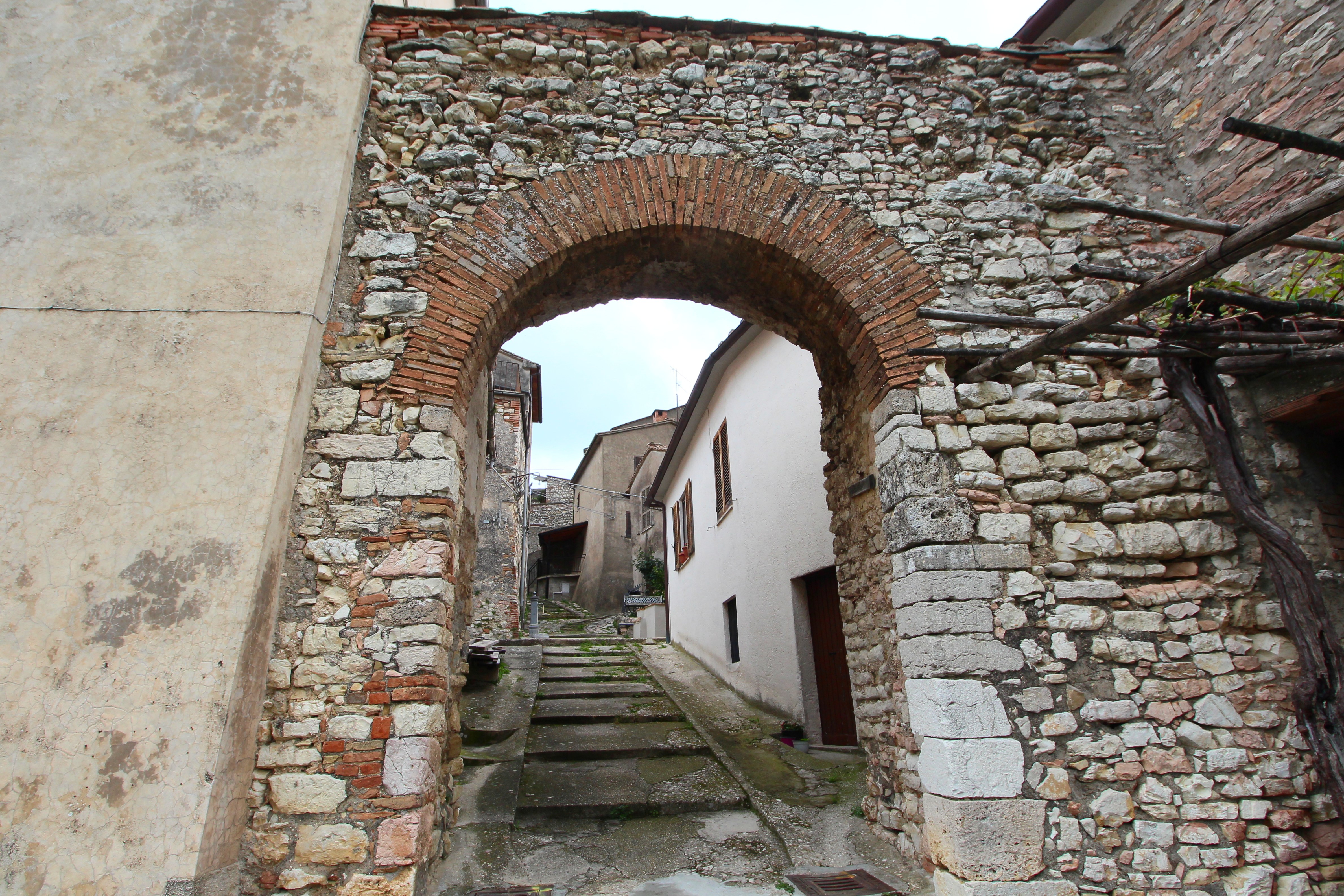
Porta Urbica
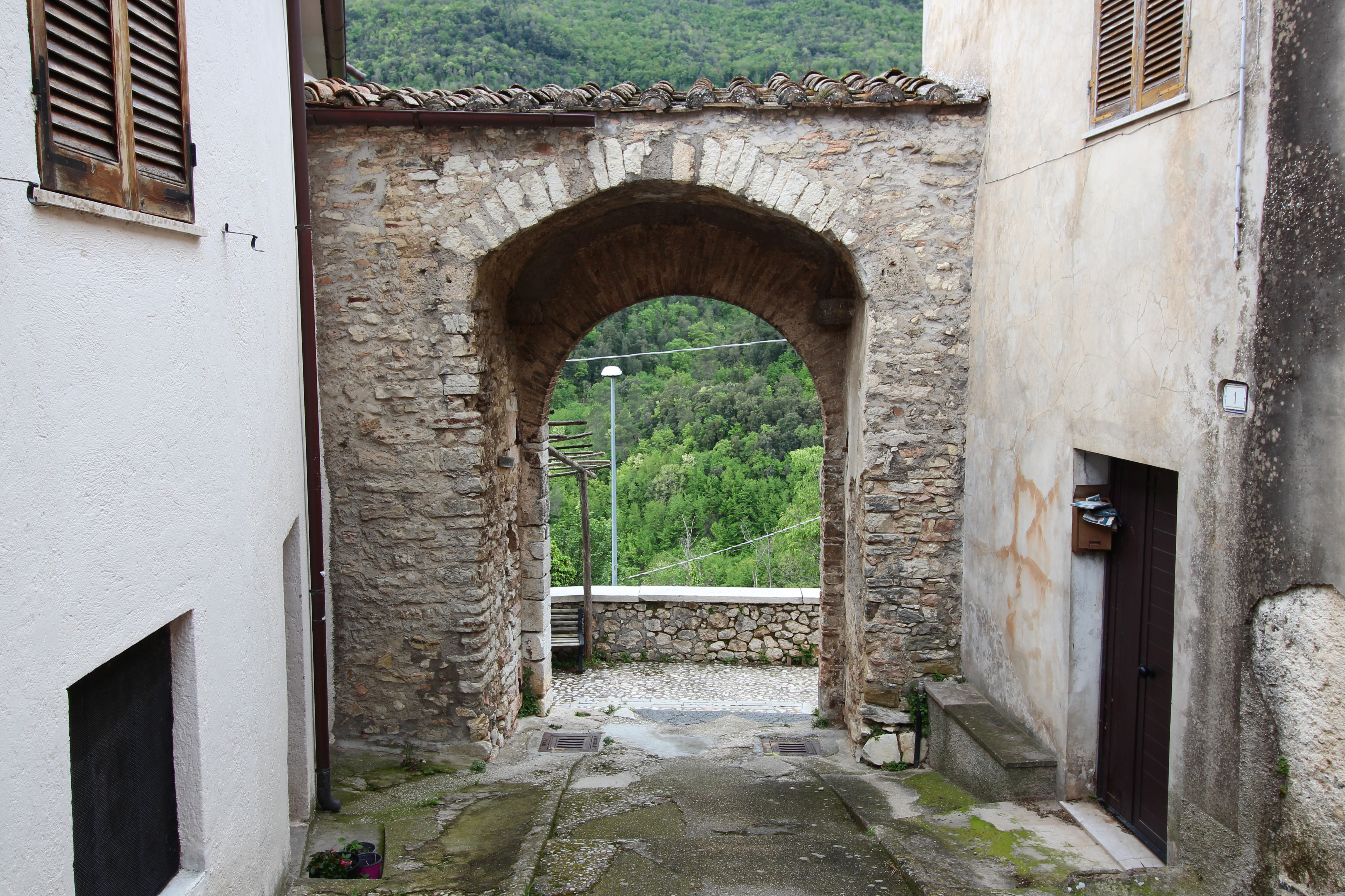
Porta Urbica
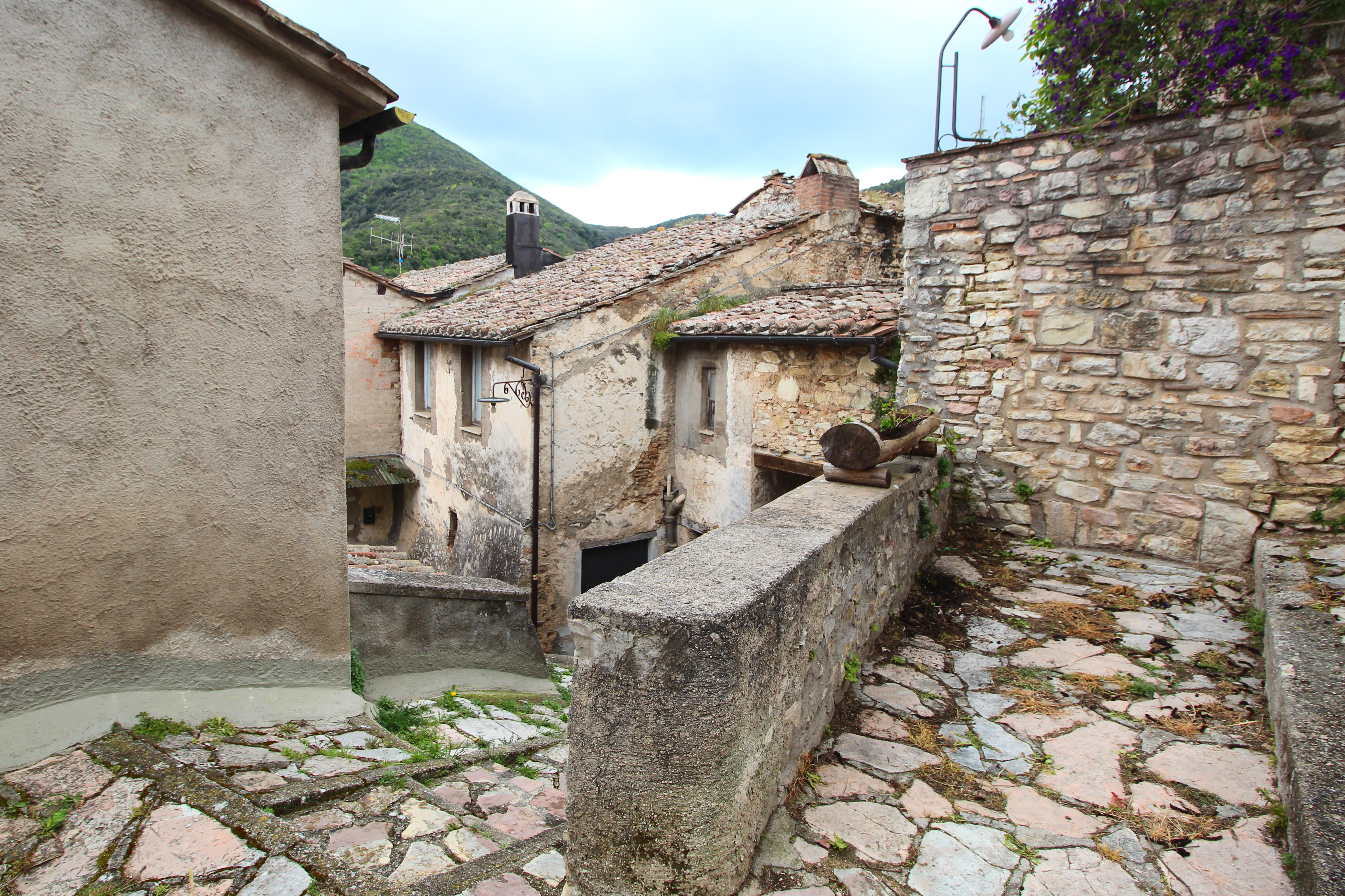
Il borgo
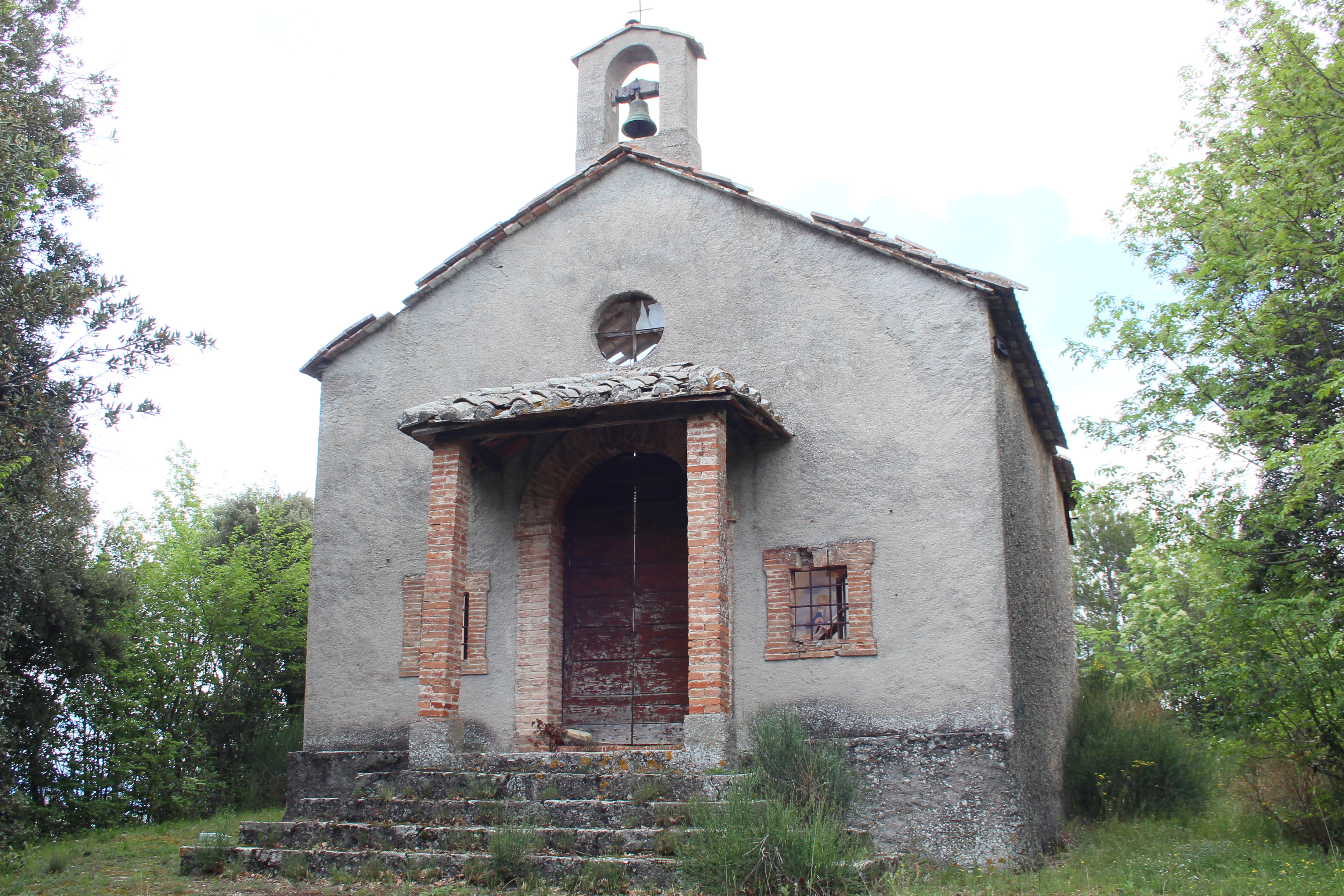
La chiesa di Sant’Onofrio fuori del paese
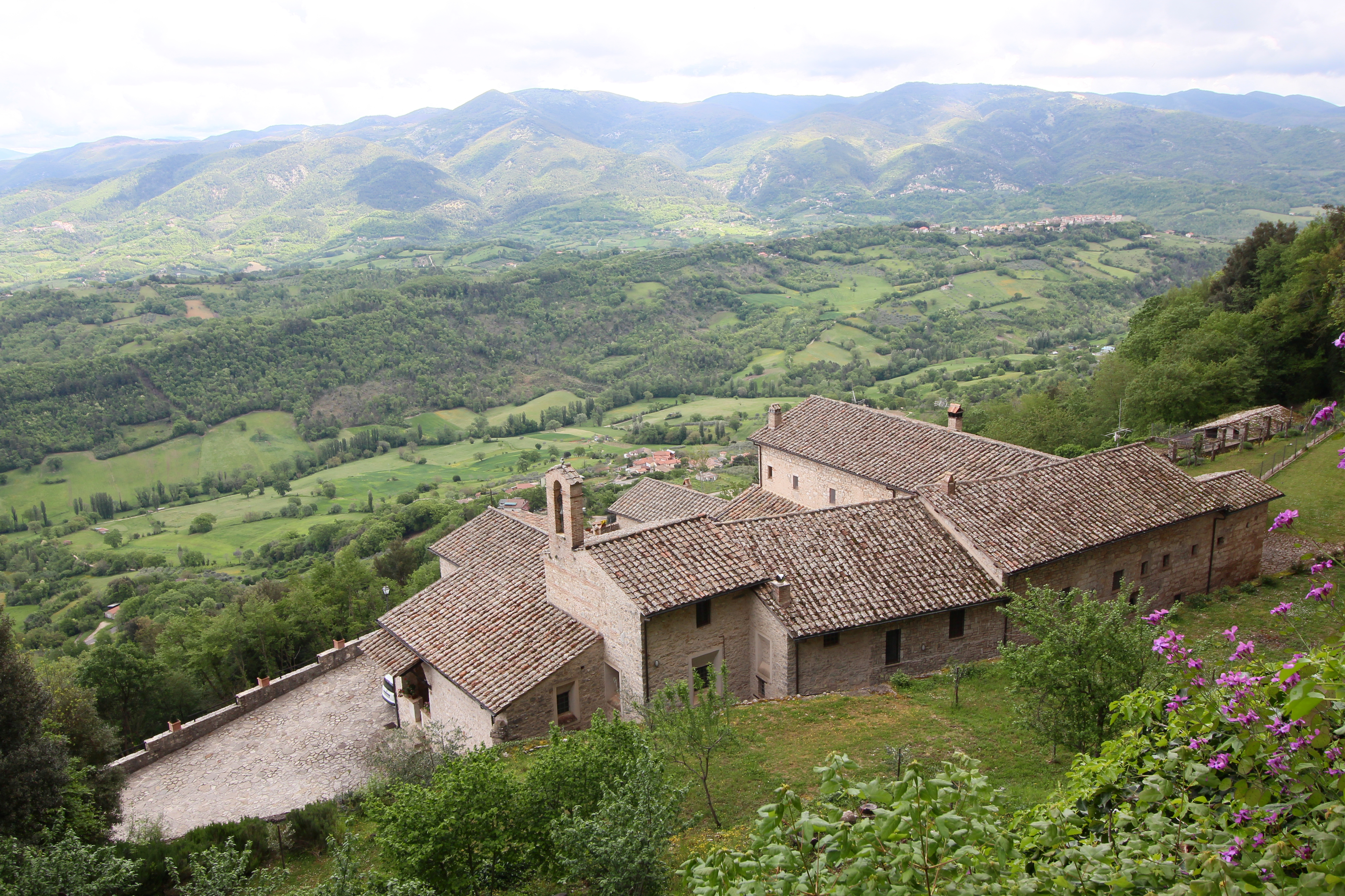
Lo Speco di San Francesco

## Economia e manifestazioni
Nel mese di maggio si svolge la processione delle Intusse, che sono delle particolari fiaccole realizzate dagli abitanti del luogo: un bastone cimato da pezzi di pino, i lustrini, che viene portato in processione nel paese. La processione avviene in comune con gli altri paesi vicini di Itieli e San Faustino, per commemorare i patroni san Nicolò, san Michele Arcangelo e santa Eurosia .